# Polar-3-Halbinsel
Die Polar-3-Halbinsel ist eine vereiste und knapp 18 km lange Halbinsel im Osten des ostantarktischen Viktorialands. Die Südspitze der ins Rossmeer ragenden Halbinsel ist das markante Kap Washington. An ihrer Westflanke erstreckt sich die Scott-Küste, ihre Ostflanke gehört zur Borchgrevink-Küste und im Nordwesten schließt die Halbinsel an das antarktische Festland an. 
Der Name der Halbinsel bezieht sich auf das Forschungsflugzeug Polar 3 des Alfred-Wegener-Instituts, das im Februar 1985 über Afrika abgeschossen wurde. Dabei kamen der Pilot Herbert Hampel, Copilot Richard Möbius und der Mechaniker Josef Schmid ums Leben. Der Name der Halbinsel wurde durch die Expedition GANOVEX IV 1984/85 vorgeschlagen und im Nachgang vom Ständigen Ausschuss für geographische Namen auf Antrag der Bundesanstalt für Geowissenschaften und Rohstoffe (BGR) angenommen. Zu Ehren der genannten Todesopfer wurden der Halbinsel naheliegende geografische Objekte benannt: Hampelspitze, Kap Möbius und Schmidhöhe.